# Dendrobium korthalsii
Dendrobium korthalsii är en orkidéart som beskrevs av Johannes Jacobus Smith. Dendrobium korthalsii ingår i släktet Dendrobium, och familjen orkidéer. Inga underarter finns listade i Catalogue of Life.